# Міжнародний конгрес математиків

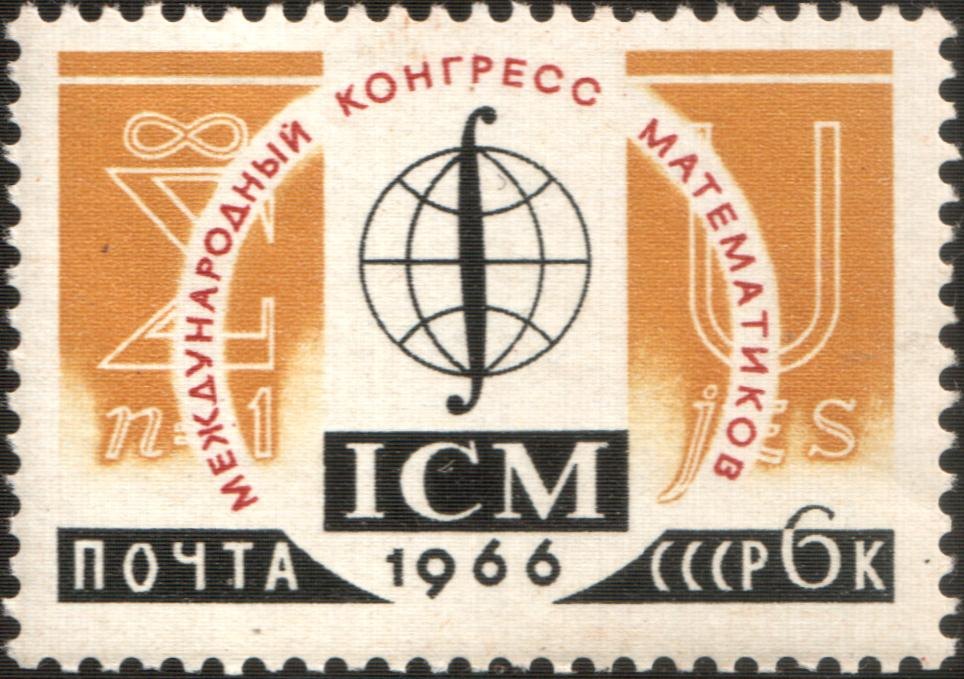
Радянська поштова марка, присвячена XV Конгресу (1966, Москва)

Міжнародний конгрес математиків (англ. International Congress of Mathematicians, ICM), або Міжнародний математичний конгрес — найвпливовіший і найбільш масовий з'їзд провідних математиків світу.
Конгрес проводиться раз на чотири роки під егідою Міжнародного математичного союзу (IMU). На церемонії відкриття оголошують імена лауреатів чотирьох премій за досягнення в математиці:
- медаль Філдса, присуджують з 1936 року
- медаль абака, з 2022 року (премія Неванлінни у 1982-2018 роках)
- премія Гаусса, з 2006 року
- медаль Черна, з 2010 року.

Зміст доповідей та обговорень публікується в матеріалах конгресу.

## Загальний список конгресів
| Рік                    | Місто           | Країна           |
| ---------------------- | --------------- | ---------------- |
| 2026                   | Філадельфія, PA | США              |
| 2022                   | Гельсінкі       | Фінляндія        |
| 2018                   | Ріо-де-Жанейро  | Бразилія         |
| 2014                   | Сеул            | Південна Корея   |
| 2010                   | Гайдарабад      | Індія            |
| 2006                   | Мадрид          | Іспанія          |
| 2002                   | Пекін           | КНР              |
| 1998                   | Берлін          | Німеччина        |
| 1994                   | Цюрих           | Швейцарія        |
| 1990                   | Кіото           | Японія           |
| 1986                   | Берклі, CA      | США              |
| 1982 (відбувся в 1983) | Варшава         | Польща           |
| 1978                   | Гельсінкі       | Фінляндія        |
| 1974                   | Ванкувер        | Канада           |
| 1970                   | Ніцца           | Франція          |
| 1966                   | Москва          | СРСР             |
| 1962                   | Стокгольм       | Швеція           |
| 1958                   | Единбург        | Велика Британія  |
| 1954                   | Амстердам       | Нідерланди       |
| 1950                   | Кембридж, MA    | США              |
| 1936                   | Осло            | Норвегія         |
| 1932                   | Цюрих           | Швейцарія        |
| 1928                   | Болонья         | Італія           |
| 1924                   | Торонто         | Канада           |
| 1920                   | Страсбург       | Франція          |
| 1912                   | Кембридж, GB    | Велика Британія  |
| 1908                   | Рим             | Італія           |
| 1904                   | Гайдельберг     | Німецька імперія |
| 1900                   | Париж           | Франція          |
| 1897                   | Цюрих           | Швейцарія        |

## Історія конгресів
Феліксу Клейну і Георгу Кантору приписують висунення ідеї міжнародного конгресу математиків в 1890-х. Перший міжнародний конгрес математиків був проведений в Цюриху в серпні 1897. Серед організаторів були такі видатні математики, як Луїджі Кремона, Фелікс Клейн, Йоста Міттаг-Леффлер, Марков Андрій Андрійович та інші. Конгрес загалом відвідали 208 математиків з 16 країн.
Під час конгресу 1912 року в Кембриджі, Англія, Едмунд Ландау перерахував чотири основні проблеми про прості числа, знані як проблеми Ландау. Конгрес 1924 року в Торонто був організований Джоном Джон Чарлз Філдс, ініціатором Медалі Філдса; він включав в себе екскурсію залізницею до Ванкувера і поромом до Вікторії. Перші дві Медалі Філдса були вручені в 1936 році в Осло.
Після Першої світової війни, за наполяганням сил союзників, з конгресу 1920 року в Страсбурзі і 1924 року в Торонто виключили математиків з країн, які раніше входили в блок Центральних держав. Це призвело до все ще невирішеного протиріччя щодо того, чи рахувати конгреси Страсбурга і Торонто дійсними конгресами. При відкритті конгресу 1932 року в Цюриху Герман Вейль виступив з промовою: "Ми стежимо за екстраординарною та неймовірною подією. Для числа n, яке відповідає відкритому Міжнародному Конгресу математиків, у нас є нерівність 7 ≤ n ≤ 9, і на жаль, ми маємо недостатньо підстав, щоб зробити точніше твердження ". Внаслідок цього протиріччя, починаючи від конгресу в Цюриху 1932 року, конгреси не були пронумеровані.

### Перший конгрес
Перша спроба зібрати провідних математиків усього світу була зроблена в 1893 році у Чикаго (що було приурочено до Всесвітньої виставки), але втілити цю ідею у життя лише вдалося чотири роки потому. Перший математичний конгрес був проведений у Цюриху з 9 по 11 серпня 1897 року, за ініціативою Георга Кантора, засновника і першого президента Німецького математичного товариства. До оргкомітету Конгресу входили Фелікс Клейн, А. А. Марков, Анрі Пуанкаре. Конгрес відвідали 208 математиків з 16 країн, з них 12 — із Росії. На I конгресі виступали Кантор, Адамар, Пікар, Адольф Гурвіц, Вольтерра, Пеано та інші відомі математики. Пуанкаре через хворобу приїхати не зміг, але надіслав свою доповідь «Про відношення між чистим аналізом і математичною фізикою», яку за нього прочитав швейцарський професор Жером Франель. Заключну доповідь Клейн присвятив проблемам реформи математичної освіти.
Прихованою метою цього з'їзду була, можливо, популяризація теоретико-множинних ідей Кантора, які на той час зустрічали серйозну опозицію багатьох математиків. У виступах Кантора, Адамара і Гурвіца були наведені різноманітні приклади плідного застосування теорії множин в аналізі.

### Другий конгрес
Другий Конгрес проходив у Парижі з 6 по 12 серпня 1900 року. У ньому взяло участь 226 осіб:
- 90 із Франції;
- 25 із Німеччини;
- 17 із Сполучених Штатів;
- 15 із Італії;
- 13 із Бельгії;
- 9 із Росії;
- по 8 із Австрії та Швейцарії;
- по 7 із Англії та Швеції;
- 4 з Данії;
- по 3 з Голландії, Іспанії та Румунії;
- по 2 із Сербії та Португалії;
- 4 з країн Південної Америки;
- По одному делегату прислали Туреччина, Греція, Норвегія, Канада, Японія та Мексика.

Офіційними мовами Конгресу було оголошено англійську, французьку, німецьку та італійську. Головою Конгресу був обраний Анрі Пуанкаре, почесним головою - відсутній Шарль Ерміт. Генеральним секретарем Конгресу був обраний Е. Дюпорк (Париж).
Серед віце-голів:
- В. Вольтерра (Турин)
- Пауль Гордан[en] (Ерланген)
- Фердинанд фон Ліндеман (Мюнхен)
- Г. Міттаг-Леффлер (Стокгольм)
- М. О. Тіхомандріцький (Харків)

Секретарі Конгресу  — І. Бендиксон (Стокгольм), А. Капеллі (Неаполь), Г. Мінковський (Цюрих), І. Л. Пташіцкій (Петербург), відсутній А. Уайтхед (Кембридж).
Працювали шість секцій:
1. Арифметика і алгебра (голова — Д. Гільберт, секретар — Е. Картан)
2. Аналіз (голова —- П. Пенлеве, секретар — Ж.Адамар)
3. Геометрія (голова — Г. Дарбу, секретар — Б. Нівенгловский)
4. Механіка і математична фізика (голова — Ж. Лармо, секретар — Т. Леві-Чівіта)
5. Історія і бібліографія математики (голова — принц Роланд Бонапарт, секретар — М. Окань)
6. Викладання і методологія математики (голова — М. Кантор, секретар — Ш. Лезан)

5-а і 6-я секції проводили спільні засідання.
У день відкриття Конгресу на загальному засіданні були презентовані дві доповіді (по годині кожна):
- М. Кантор «Про історіографію математики»;
- В. Вольтерра про наукову діяльність Е. Бетті, Ф. Бріоско і Ф. Казораті.

Після цього розпочалися секційні засідання, на яких було презентовано 46 доповідей і повідомлень. Єдиний делегат від Росії, Тихомандрицький Матвій Олександрович, зробив повідомлення на тему: «Про зникнення функції Н кількох змінних».
На заключному загальному засіданні виступили Г. Міттаг-Леффлер, який розповів про останні роки життя Веєрштраса з його листів до С. В. Ковалевської, і А.Пуанкаре, який зробив доповідь «Про роль інтуїції і логіки в математиці».
Але головною подією II Конгресу стала програмна доповідь Давида Гільберта, представлена 8 серпня 1900 року на засіданні 5-х і 6-х секцій. Доповідь мала скромну назву «Математичні проблеми», але у ній Гільберт перелічив найважливіші, на його думку, проблеми математики, які зараз знані як Проблеми Гільберта. Математичний світ прийняв цей виклик, і протягом століття більшість проблем так чи інакше були вирішені.

### Третій конгрес
Третій Конгрес відбувся в Гейдельберзі з 8 по 13 серпня 1904 і був присвячений сторічному ювілею видатного математика Карла Густава Якобі. Ювілейну промову виголосив найстаріший професор Гейдельберзького університету Лео Кенігсбергер.
Число учасників: 330 осіб. Головою Конгресу був професор Генріх Вебер (Heinrich Martin Weber), математик зі Страсбурга.
Серед виступів провідних математиків про актуальні наукові проблеми велику увагу привернули до себе доповіді::
- Пенлеве, «Сучасні проблеми інтегрування диференціальних рівнянь».
- Мінковський, «Геометрія чисел».
- Гільберт, «Основи логіки і арифметики».
- Борель, «Інтерполяція неперервних функцій многочленами».
- Леві-Чивіта, «Чисельне розв'язання задачі трьох тіл».

Починаючи з Третього Конгресу, у список секцій неодмінно включається секція історії математики.
Угорський математик Юліус Кьоніг зробив доповідь про доведення «гіпотези континууму», проте під час обговорення Фелікс Гаусдорф знайшов у його доведенні помилку.

### Четвертий конгрес
На IV Конгресі (1908, Рим) востаннє пролунала доповідь Анрі Пуанкаре, вона мала назву «Майбутнє математики». Сам Пуанкаре знову не зміг виступити через хворобу, текст за нього прочитав Дарбу. Від Росії у конгресі брали участь академік О. М. Ляпунов і професор В. А. Стєклов. Загальна кількість учасників перевищила 500.
Серед доповідачів були не тільки математики, а й також відомі фізики і астрономи — цей конгрес показав виразний нахил у бік прикладних додатків математики.
- Джузеппе Веронезе: «Неархімедова геометрія»
- Геста Міттаг-Леффлер: «Арифметичне уявлення аналітичних функцій комплексної змінної»
- Саймон Ньюкомб: «Теорія руху Місяця- історія і сучасний стан»
- Гендрік Лоренц: «Розподіл енергії між сполукою та ефіром»
- Еміль Пікар: «Математика у своїх відносинах з фізикою»

Рішенням конгресу була створена Міжнародна комісія з математичної освіти. Фелікс Клейн став першим головою цієї комісії.

### П'ятий Конгрес
П'ятий Конгрес (21-28 серпня) відбувся в Кембріджському університеті, у ньому взяло участь 706 вчених із 27 країн. Головою був Джордж Дарвін, віце-президентом Конгресу з боку Росії був академік В. А. Стєклов.
Працювали чотири зведені секції:
1. Арифметика, аналіз та алгебра.
2. Геометрія.
3. Прикладна математика.
4. Історія, філософія, викладання.

Список проблем для теорії чисел, аналогічний списку Гільберта, запропонував Едмунд Ландау. Жодна з 4 задач списку Ландау до цього часу не розв'язана. П'ятий Конгрес, як і попередній, відрізнявся прикладним нахилом — із восьми доповідей лише три були присвячені «чистій математиці».

### Наступні роки
VI и VII Конгреси, перші після закінчення Першої світової війни (1920—1924), запам'яталися тим, що на них демонстративно не запросили жодного німця.
Радянські математики брали участь у Конгресах, починаючи з VII-го (1924, Торонто). Делегація, яка відправлялась на IX Конгрес (1932) затверджувалась у Політбюро ЦК КПРС. До її складу увійшли: академік С. Н. Бернштейн, професори М. Г. Чеботарьов, П. С. Александров, Хінчин Олександр Яковлевич, і Кольман Ернест Яромирович.
На X Конгрес(1936, Осло) були запрошені Гельфонд Олександр Йосипович і А. Я. Хінчин, проте обидва надіслали телеграму з повідомленням, що приїхати не зможуть. Згідно зі словами М. Б. Делоне, радянських математиків не випустили на конгрес в Осло через те, що в той час там мешкав Л. Д. Троцкий. Мабуть, заборона була пов'язана зі справою Лузіна, що проходила в тому ж році.
Особлива ситуація склалась перед XI Конгресом (1950, Кембридж (Массачусетс)), коли радянське керівництво відмовилось відіслати делегацію на Конгрес. Президент АН СРСР С. І. Вавилов надіслав Оргкомітету таку телеграму:

Академія наук СРСР дякує за отримання запрошення радянським ученим взяти участь у роботі Міжнародного математичного конгресу, який проводиться в Кембриджі. Радянські вчені дуже зайняті своєю повсякденною роботою і не зможуть відвідати конгрес. Сподіваюсь, що конгрес стане важливою подією для математичної науки. Бажаю успіхів у роботі конгресу .

Із наступного Конгресу участь радянських математиків відновилося, а XV Конгрес пройшов у Москві (1966).
На XVI Конгресі (1970, Ніца) медаль Філдса присудили радянському математику-топологу С. П. Новікову, якого, до речі, на Конгрес не відпустили (мабуть, за його підпис під «листом 99»), і церемонія пройшла без його участі. Ситуація повторилася і на XVIII Конгресі, коли був нагороджений (але не включений до складу делегації) Г. О. Маргуліс. XIX Конгрес (Варшава) планувався в 1982 році, проте через події в Польщі його перенесли на рік, при цьому частина західних делегатів бойкотувала конгрес.
На XXI Конгресі (1990, Кіото) премію Філдса присудили В. Г. Дрінфельду, а премія Неванлінни — Разборову О.О.. Цього разу радянська делегація була досить представницькою і налічувала близько 100 математиків, з них четверо (А. Н. Варченко, Г. О. Маргулис, Я. Г. Синай, Б. Л. Фейгін) виступали з доповідями на пленарних засіданнях, а 18 інших делегатів — із секційними доповідями.
XXII Конгрес відбувся в Цюриху (1994), і премію Філдса присудили Ю. І. Зельманову. На XXIII Конгресі (1998) премію Філдса отримав М. Л. Концевич. На XXV Конгресі (2006) премію Філдса присудили Г. Я. Перельману, проте він відмовився отримати її, нагорода так і не була вручена.

## Сучасні Конгреси

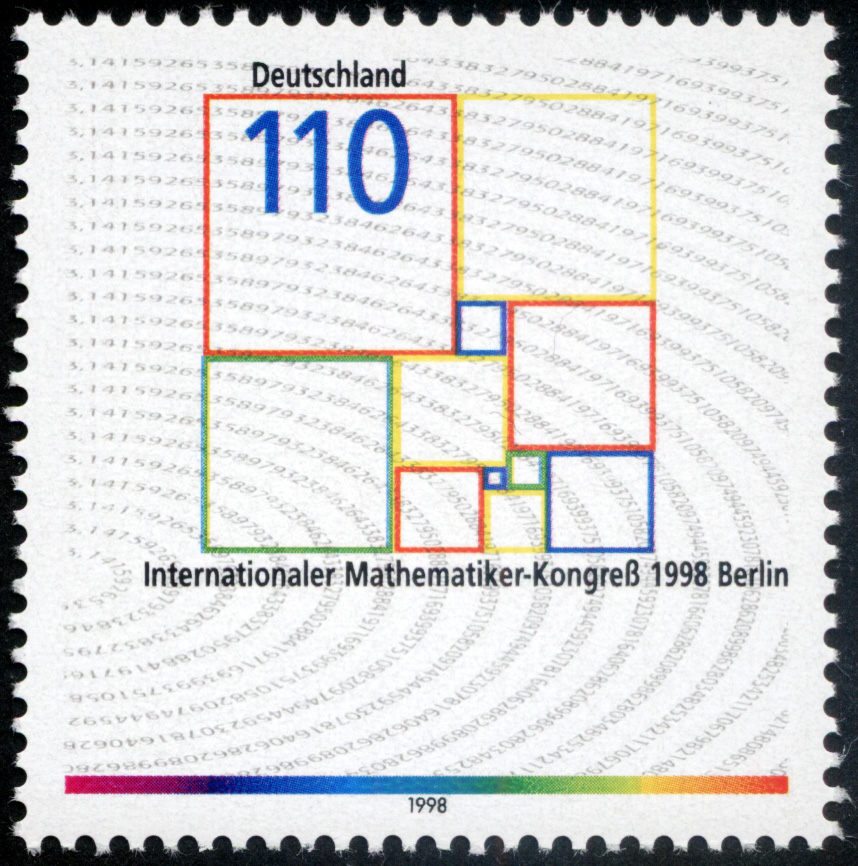
Німецька поштова марка, присвячена XXIII Конгресу (1998, Берлін)

Якщо на II конгресі було утворено 4 основні та 2 допоміжні секції, то на сучасних конгресах число секцій є значно більшим. В. Тихомиров

наводить приблизний список секцій сучасного Конгресу:
- математична логіка і основи математики;
- алгебра;
- теорія чисел;
- геометрія;
- топологія;
- алгебраїчна геометрія;
- комплексний аналіз;
- групи Лі і теорія представлень;
- функціональний аналіз;
- теорія ймовірності і математична статистика;
- диференціальні рівняння в частинних похідних;
- звичайні диференціальні рівняння;
- математична фізика;
- чисельний аналіз і методи обчислення;
- дискретна математика і комбінаторика;
- математичні аспекти інформатики;
- додатки математики до не фізичних наук;
- історія математики;
- викладання математики.

У роботі Конгресу 1998 року брали участь понад 3000 математиків. 2006 року кількість запрошених зросла до 4000, відкриттям Конгресу керував король Іспанії Хуан Карлос I.